# Cinnyris ursulae
Cinnyris ursulae là một loài chim trong họ Nectariniidae.